# Filipy (zespół muzyczny)
Filipy – polski zespół bigbitowy utworzony przez młodych muzyków na przełomie 1963 i 1964 przy Domu Kultury Fabryki Silników Elektrycznych „Tamel” w Tarnowie.

## Historia

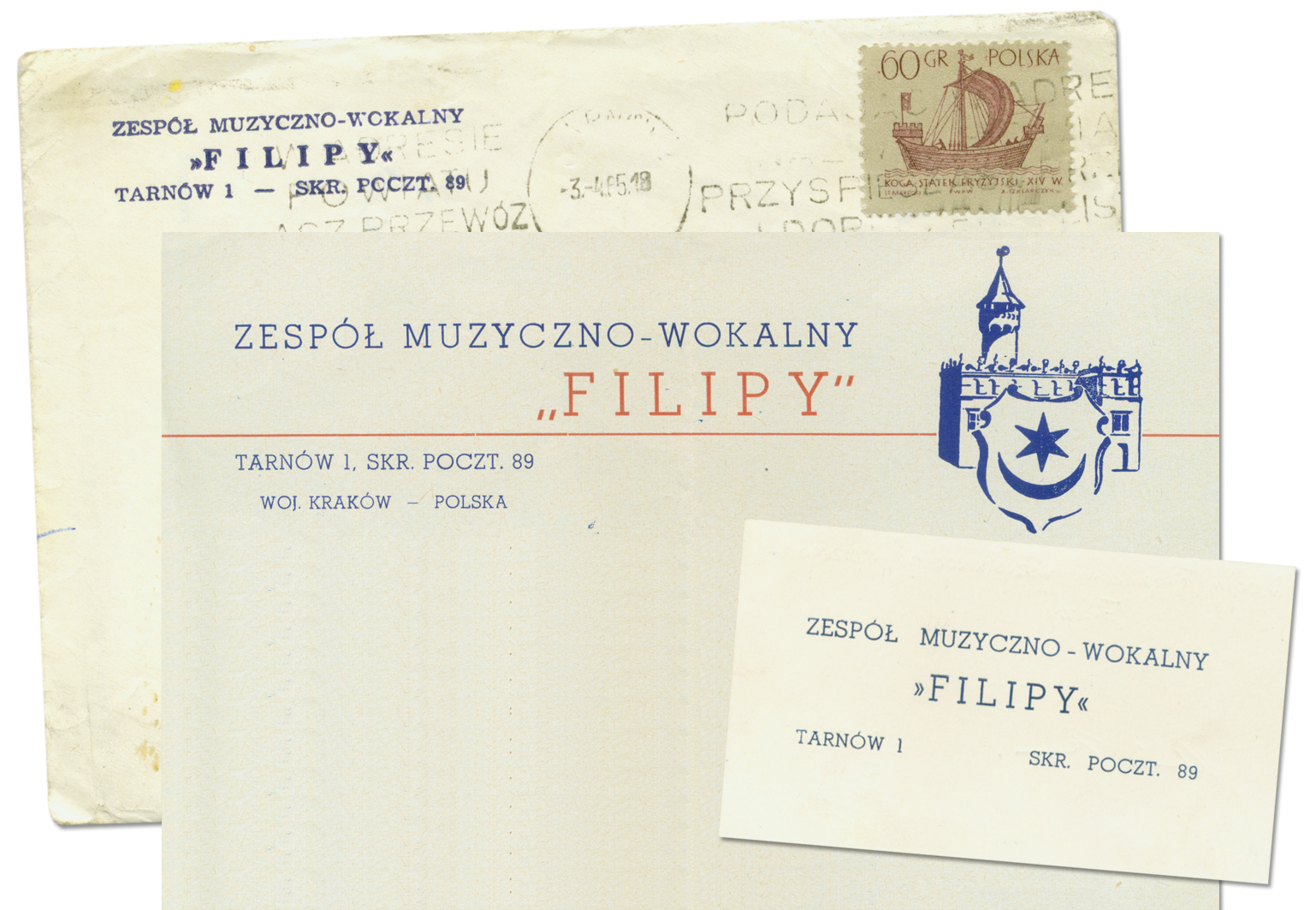
Firmowa papeteria Filipów z 1965 r. oraz karta wizytowa zespołu.

Zespół Filipy (nazwa oficjalna Zespół Muzyczno-Wokalny „Filipy”) po raz pierwszy wystąpił przed publicznością wczesną wiosną 1964 w tarnowskim amfiteatrze DK Tamel, prezentując czteroczęściowy program składający się z samych piosenek bez prowadzącego koncert konferansjera, co w tamtym czasie było śmiałą innowacją. Większość zaprezentowanych piosenek była coverami zachodnich przebojów, ale wszystkie utwory wokaliści Filipów śpiewali z polskimi tekstami własnego autorstwa. W pierwszym okresie istnienia zespół Filipy grał wyłącznie na samodzielnie wykonanych instrumentach i sprzęcie nagłaśniającym (gitary, perkusja, wzmacnicze, vibrato). Choć zespół był grupą amatorską, jego kierownik muzyczny Ryszard Kuczyński przywiązywał ogromną wagę do profesjonalnego wizerunku muzyków – od ich kostiumów po oprawę graficzną materiałów reklamujących Filipów, którzy posiadali własne Filipowe karty wizytowe i papeterię. Członkowie zespołu dbali o kontakty z fanami, odpisując na listy od wielbicieli grupy (przysyłane na adres Filipowej skrytki pocztowej nr 89 w Tarnowie), wysyłali także sympatykom teksty piosenek ze swojego repertuaru i zapisy nutowe.
Jesienią 1964 zespół Filipy stworzył Filipowy regulamin, obowiązujący wszystkich jego muzyków, których przynależność do zespołu uzależniona była od celujących wyników w nauce, nienagannego zachowania, moralności oraz dbałości o prezencję. Do regulaminu wprowadzono także paragrafy kategorycznie zakazujące Filipom picia alkoholu i palenia papierosów oraz nakazujące wszystkim członkom zespołu zastąpienie własnych imion imieniem Filip, którym mieli posługiwać się w sytuacjach zawodowych. Grupa zaprezentowała także nowy program muzyczny pod dwuznacznym tytułem Zabawmy się razem, składający się z 30 piosenek (z wyłącznie polskimi tekstami) oraz 10 utworów instrumentalnych, z których większość została skomponowana przez giatrzystę prowadzącego zespołu Michała Króla. Także jesienią 1964 przy Domu Kultury Tamel powstał fanklub grupy – Klub Filipów. Choć oficjalny wizerunek Filipów był obowiązkowo grzeczny, zespół grał wyłącznie mocną, rockową muzykę, a ich występy cechowała garażowa dezynwoltura.

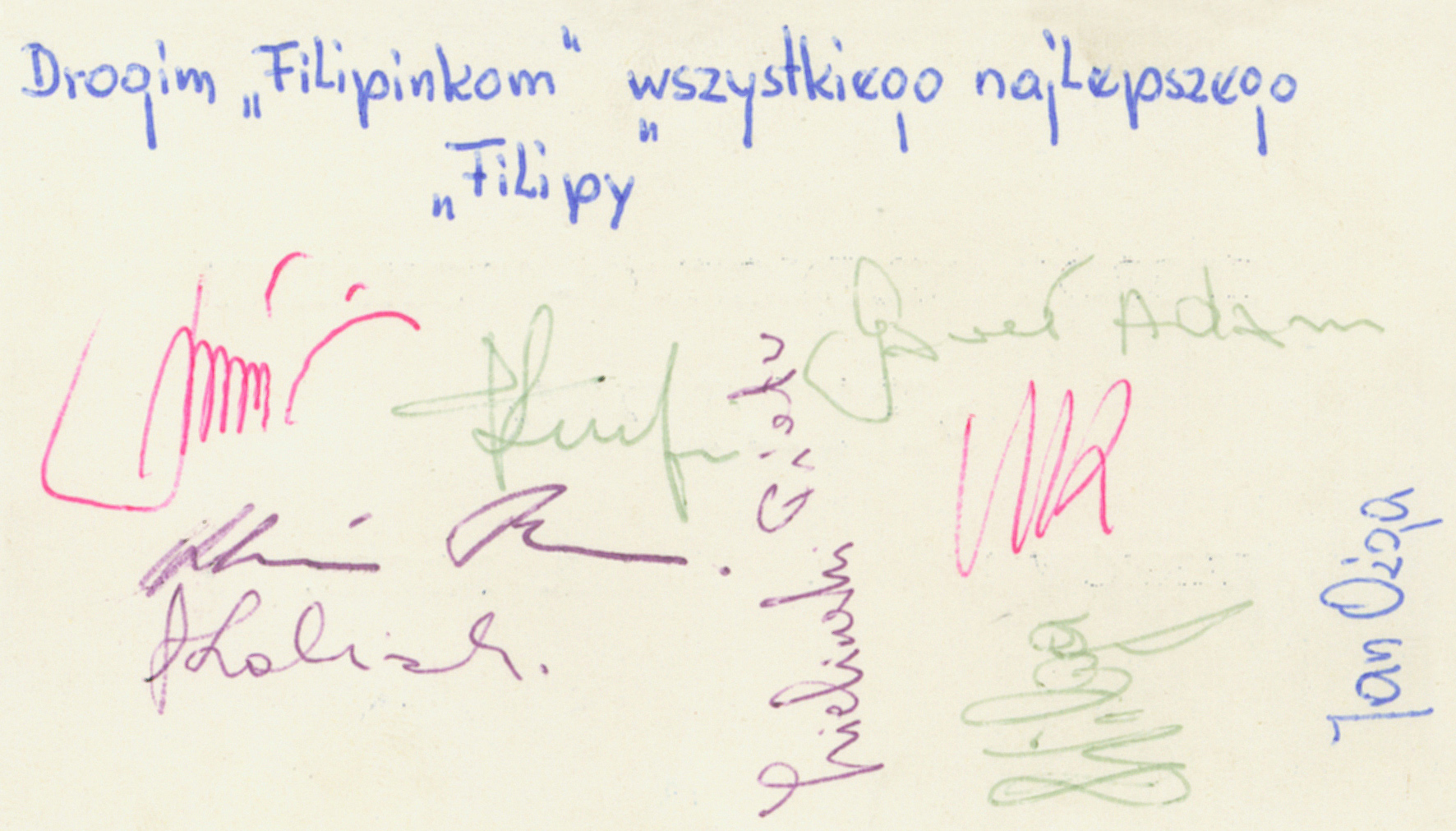
Dedykacja i autografy Filipów dla Filipinek, umieszczone na odwrocie wspólnego zdjęcia obu zespołow, marzec 1965 r.

W marcu 1965, podczas występów w Tarnowie zespołu wokalnego Filipinki ze Szczecina, doszło do spotkania obu zespołow. Filipinki, zaintrygowane podobieństwem nazwy, przyszły na występ Filipów i w rewanżu zaprosiły Filipów na własny program, a także postanowiły wesprzeć tarnowski zespół medialnie – wzięły udział we wspólnej sesji zdjęciowej z Filipami i udzieliły kilku prasowych wywiadów, w których promowały kolegów. Spotkanie zaowocowało kilkuletnią przyjaźnią obu grup.
W połowie lat 60. opiekę nad Filipami objęły Zakłady Azotowe w Tarnowie-Mościcach i wspomogły grupę finansowo, co umożliwiło muzykom zakup profesjonalnych instrumentów i sprzętu nagłaśniającego. Od tej pory pełna nazwa grupy brzmiała: Zespół Filipy ZDK Zakładów Azotowych w Tarnowie.

## Dyskografia

### Various Artists
- 1967 – Chemicy dla delegatów VI Kongresu ZZ 19.VI.1967[4], Pronit ZL472
- 2011 – Working-Class Devils. Subversive Beat, R'n'B and Psych from Poland (1965–1971)[5], Beat Road Records, BRLP 7006